# リン・テイト
リン・テイトアンドウリン（Lynn Taitt、1934年6月22日 - 2009年1月20日）はトリニダード・トバゴ・サンフェルナンド生まれのギタリスト。特にジャマイカでの活動期、ロックステディの誕生に密接にかかわった事で知られる。
トリニダードでギターを覚え、最初は地元のカリプソバンドで演奏していた。1960年代にジャマイカ、キングストンに移住し、1960年代にはババ・ブルックス、スカタライツ、トミー・マクックとスーパーソニックスといったジャマイカのミュージシャンとともに仕事を始める。彼の最初のバンド、リン・テイト・アンド・ザ・コメッツは1964年に結成されるが、その後1966年に始めたリン・テイト・アンド・ザ・ジェッツのほうが有名になった。このバンドはロックステディ時代の主要なスタジオバンドとなった。
テイトのギターはロックステディには欠かせないものとなり、バニー・リー、デューク・リード、ジョー・ギブス、コクソン・ドッドといったジャマイカの音楽プロデューサーたちの下で多くの演奏をした。
テイトが1968年8月にカナダに移住するころと時を同じくして、ロックステディからレゲエの時代へと向かうが、彼の演奏はその後のレゲエのギタリストにも影響を与えている。
2010年1月20日、癌の悪化のためカナダ・モントリオールで死去。75歳であった。